# Коллодий
Колло́дий (от греч. κολλώδης (kollodes) — вязкий, клейкий) — 4%-й раствор коллоксилина в смеси этанола и диэтилового эфира в соотношении 1:7 (в медицине 20 на 76 частей).

## Свойства
Динитроцеллюлоза, разбухшая в смеси эфира со спиртом, называется «коллодион» или «коллодионная вата», а растворённая в избытке растворителя образует уже непосредственно коллодий. Представляет собой бесцветную или слегка желтоватую, иногда несколько опалесцирующую, сиропообразную жидкость, оставляющую после испарения растворителя тонкую плёнку.
Огнеопасен.

## История получения
В 1847 году американский студент-медик Джон Паркер Мейнард (John Parker Maynard) растворил полученную год назад швейцарским химиком Шёнбейном нитроцеллюлозу в смеси спирта и эфира и получил сиропообразную прозрачную жидкость, которая, высохнув, давала стойкую прозрачную плёнку. Так был получен первый коллодий, который сразу начал применяться в качестве пластыря во время боевых действий: он одновременно и дезинфицировал рану и закрывал её. Известны примеры использования коллодия во время Крымской войны.
В 1851 году Фредерик Скотт Арчер применил коллодий на стекле для получения фотоизображения (амбротипия), что позволило значительно сократить время экспозиции, сильно снизить стоимость и время изготовления пластин по сравнению с дагеротипом.

## Применение
- Использовался в качестве фотоэмульсии в некоторых ранних фотографических процессах для нанесения на стекло светочувствительного слоя (коллодионный процесс).
- Применялся в производстве целлулоида, искусственного шелка и бездымных видов пороха.
- В медицине коллодий (лат. CoIIodium) использовался для фиксирования перевязочного материала в хирургии, как защитное и дезинфицирующее средство при небольших повреждениях кожи. В настоящее время как плёнкообразующий компонент входит в состав некоторых медицинских препаратов, называемых «кожными клеями» («жидкими пластырями») — жидкостями, оставляющими на коже при испарении растворителя липкую эластичную прочную плёнку. Кожные клеи применяются в качестве эпидерматических и эндерматических пластырей. К медицинскому коллодию добавляется касторовое масло (3 %), повышающее эластичность плёнки, и камфора, способствующая небольшому растяжению кожи.

- Примеры медицинских препаратов, в состав которых входит коллодий:
  - Эластический коллодий (лат. Collodium elasticum): — коллодий, содержащий 3 % касторового масла.
  - Мозольная жидкость (лат. Liquor ad clavos): салициловой кислоты 1 часть, этанола 96 % 1 часть, коллодия 8 частей и бриллиантового зелёного 0,01 части.
  - Жидкость Новикова (лат. Liquor Novicovi): танина 1 часть, бриллиантового зелёного 0,2 части, этанола 96 % 0,2 части, масла касторового 0,5 части и коллодия 20 частей (применяется для обработки ссадин и трещин).
  - Коллодий со шпанскими мушками (нарывной коллодий)[5] (лат. Collodium cantharidatum, Collodium vesicans): 100 частей крупноизмельченных шпанских мушек, 85 частей коллодия и 300—350 частей диэтилового эфира. Намазывают непосредственно на кожу, действует как раздражающее и нарывное средство[6].

- В медицинской технике коллодий применяется для изготовления полупроницаемых мембран в установках для диализа и гемодиализа[7].
- Калильные сетки для масляных ламп и сейчас изготовляются способом, придуманным Карлом Вельсбахом в 1885 году — ткань из хлопка или волокна рами пропитывается смесью оксидов тория и церия, затем ткань сжигают, а оставшуюся легкую сетку оксидов погружают в смесь коллодия, эфира, камфоры и касторового масла для придания ей прочности при последующей транспортировке[8].
- Используется в качестве гримёрного материала для создания имитаций шрамов, рубцов и загрубевшей кожи.